# مسجد أنجكي
مسجد أنجكي Angke Mosque، المعروف رسميًا باسم مسجد جامي أنجكي أو مسجد الأنوار، يقع في تامبورا، جاكرتا، إندونيسيا. وهو أحد أقدم المساجد في جاكرتا. تم الحفاظ على المسجد بشكل جيد واحتفاظه بشكله الأصلي، وقد أطلق عليه المؤرخ دينيس لومبارد اسم "une des plus élegantes de la vieille villa". يعكس تاريخ المسجد الأصول المتعددة الأعراق والطبقات لتاريخ جاكرتا الاستعمارية.

## تاريخه
كانت القرية المحيطة بالمسجد تُعرف باسم قرية جوستي، حيث استوطنها شعب بالي تحت قيادة كابتن جوستي كتوت بادولو. بحلول منتصف القرن الثامن عشر، يبدو أن هذا المجتمع قد تحول من الهندوسية الأسلاف إلى الإسلام.
تأسس المسجد في 2 أبريل 1761. كان كل من المشرفين الرئيسيين من المسجد، نونيا تان (ني أوي) ومقاول البناء، الشيخ ليونج تان، من المسلمين المتحولين الذين ينتمون إلى المجتمع الصيني المحلي في باتافيا.
يقع المسجد بالقرب من قناة تعرف باسم أنجكي (هوكيان أنج ، "دم" و كي ، جثة)، وقد سميت بهذا الاسم لأن النهر كان يقع بالقرب من مسلخ، وبالتالي كان ملوث بالدم والجثث. لا تزال المنطقة تُعرف باسم بيجاجالان ("المسلخ"). عام 1856 تم القبض على الأمير سياريف حامد، سلطان من بونتياناك، من قبل الهولنديين واحتجزوه في مانجادوا. وعندما توفي تم دفنه أمام المسجد في 17 يوليو 1858. يزور قبره في كثير من الأحيان أشخاص من بونتياناك، وقد قرر العديد منهم البقاء في أنغكي. يعتبر العديد من الصينيين في هذه المنطقة من المسلمين المتدينين. تحمل العديد من شواهد القبور القريبة من المسجد نقوشًا باللغة الصينية والعربية. تُظهر أقدم شواهد القبور أصولًا إسلامية من بانتين وآتشيه.
تم ترميم مسجد أنجكي عدة مرات في العقود الأخيرة، في أعوام 1970، و1985-1987، و2016. يعد المبنى تراثًا ثقافيًا محميًا بموجب القانون.

## العمارة
العمارةوهو المسجد الوحيد في جاكرتا الذي ظل دون تغيير منذ بنائه. يتكون سقفه من مستويين، وهو الطراز الجاوي النموذجي لأسطح أماكن العبادة. يتبع تصميم المسجد شكل المسجد التقليدي في جاوة ، وهو ما يتجلى في سقفه المتدرج، ولكن هناك عناصر مختلفة - بالية، وصينية، وهولندية - واضحة في جميع أنحاء بيت العبادة.
تظهر العناصر البالية بشكل واضح، وخاصة في مصاريع نوافذ المسجد. تتخذ أطراف سقفها شكل بونجل بالينيزي، الذي ينحني لأعلى كما هو الحال في العمارة البالية التقليدية. يتبع بناء السقف المعايير الصينية. تتخذ بعض العناصر الزخرفية على السطح شكل زهرة اللوتس الصينية، رمز التنوير البوذي. تظهر التأثيرات الاستعمارية الهولندية أيضًا في زخرفة الباب الرئيسي ونوافذ المسجد.
المسجد صغير الحجم 15×15م، داخل أرض مساحتها 400م2. يحتوي مجمع المسجد على مقبرة.